# Tormellas
Tormellas község Spanyolországban, Ávila tartományban. Tormellas Los Llanos de Tormes, Bohoyo, Navalonguilla, Nava del Barco és Navatejares községekkel határos. Lakosainak száma 35 fő (2024).

## Népesség
A település népessége az utóbbi években az alábbiak szerint változott:
| Lakosok száma | 107  | 93   | 84   | 73   | 69   | 60   | 50   | 40   | 37   | 35   |
|               | 2001 | 2004 | 2006 | 2009 | 2011 | 2014 | 2016 | 2019 | 2021 | 2024 |